# Dunkleosteus missouriensis
A Dunkleosteus missouriensis a Placodermi osztályának Arthrodira rendjébe, ezen belül a Dunkleosteidae családjába tartozó faj.

## Tudnivalók
A Dunkleosteus missouriensis, mint ahogy neve is utal rá Missouri államból származik. A késő devon kori Frasni korszakban élt. Dunkle és Lane őslénykutatók szerint igen hasonlít a Dunkleosteus terrellire.

## Fordítás
- Ez a szócikk részben vagy egészben  a   Dunkleosteus című angol Wikipédia-szócikk ezen változatának fordításán alapul.  Az eredeti cikk szerkesztőit annak laptörténete sorolja fel. Ez a jelzés csupán a megfogalmazás eredetét és a szerzői jogokat jelzi, nem szolgál a cikkben szereplő információk forrásmegjelöléseként.